# Чезаре д'Есте
Чезаре д'Есте (італ. Cesare d'Este; 8 жовтня 1562 — 11 грудня 1628) — останній герцог Феррари у 1597—1598 роках, 6-й герцог Модени і Реджо у 1597—1628 роках.

## Життєпис
Походив з династії Есте. Онук Альфонса I, герцога Феррари, Модени і Реджо. Другий син Альфонса, маркіза Монтеккіо, та Джулії (доньки Франческо Марії I делла Ровере, герцога Урбіно). Народився 1562 року. Здобув освіту при герцогському дворі в Феррарі. 1578 року після смерті старшого брата Альфонса став спадкоємцем батька. 1586 року пошлюбив представницю династії Медічі. 1587 року після смерті батька успадкував титул маркіза Монтеккіо та низку маєтків. 1596 році у його дружини почалися перші ознаки божевілля.
1597 року після смерті герцога Альфонса ІІ д'Есте за заповітом повинен був спадкувати Феррару, Модену і Реджо. Правомірність цього для Модени і Реджо (як імперських ф'єфів) підтвердив Рудольф II Габсбург, імператор Священної Римської імперії. Втім папа римський Климент VIII, чим ф'єфом була Феррара, не надав інвеституру, виходячи з були «Prohibitio alienandi et infeudandi civitates et loca Sanctae Romanae Ecclesiae» 1567 року — батько Чезаре народився до шлюбу своїх батьків, а лише потім був взаконений герцогом Альфонсом I, але не був взаконений папською булою, тому курія вважала його поза законних спадкоємців.
У 1598 році було відправлено папське військо, яке доволі швидко захопило Феррарське герцогство. Цьому також сприяло те, що його старший син Альфонс був схоплений в Болоньї й опинився в статусі заручника. Чезаре поспіхом перебрався до Модени, яку перетворив на свою столицю. Тут він звернувся щодо підтримки до провідних європейських держав, але отримав лише обіцянки від Франції та розмиту підтримку від імператора. Чезаре також намагався вести переговори з папою римським, але його стриєчна сестра Лукреція д'Есте завадила цьому, оскільки намагалася помститися усім з родини через вбивство її коханця — граф Ерколе Контрарі — за наказом її брата герцога Альфонса II.
До Модени разом з Чезаре перебралася певна кількість феррарської знаті, яка негайно вступила у протиріччя за першість при дворі з моденською шляхтою. Також довелося приборкувати спробу сеньйорії Марко Піо ді Сассуоло, де панувала побічна гілка Есте, стати самостійною.
У внутрішній політиці продовжував підтримку розвитку текстильного виробництва та виробництва алкогольних напоїв (білих і червоних вин, бренді), в'ялених м'ясних продуктів, великої рогатої худоби, що мали суто експортну спрямованість. Напочатку його панування вони перебували у піднесенні. Водночас герцогство Модени і Реджо перебувало у складному становище через замалу кількість вирощеного зерна, оскільки раніше це припадало на Феррарську частину володінь Есте. Водночас Чезаре в перші роки панування в Модені ініціював проведення масштабних будівельних робіт з перебудови та будівництва. Напочатку 1610-х років в герцогстві позначився дефіцит якісних золотих та срібних монет. Зрештою цей чинник спричинив сильну інфляцію, що зробило експортовані товари менш конкурентоспроможними і призвело промисловість до кризи.
Водночас з кінця 1610-х років відбуваються конфлікти зі спадкоємцем Альфонсом, що намагався втручатися в управління герцогством. 1613 року відбулася коротка війна з Луккою за прикордонне містечко Гарфаньяну з навколишньою областю. У 1613—1617 роках намагався завадити Алессандро I Піко, князю Мірандоли, передати свої володіння пошлюбному синові, але марно — імператор Матвій Габсбург узаконив процес. 1615 року помирає дружина Чезаре. 1617 року було викрито змову графа Ерколе Пеполі. Помер герцог Чезаре д'Есте у 1628 році в Модені.

## Культурна діяльність
Розуміючи важливість для зміцнення авторитету пишного двору з поетами та митцями намагався відтворити в Модені подібність культурного кола Феррари. Запрошував художників та скульпторів. Серед відомих Чезаре Аретузі, Джузеппе Калетті і Санто Перанда.

## Родина
Дружина — Вірджинія, донька Козімо I Медічі, великого герцога Тоскани
Діти:
- Джулія (1588—1645)
- Альфонсо (1591—1644), герцог Модени і Реджіо
- Луїджі (1594—1664), маркграф Монтекью
- Лаура (1594—1630), дружина Алессандро I Піко, герцога Мірандоли
- Катерина (1595—1618)
- Анжела (1597—1651), черниця-кларисінка (померла у божевільні)
- Іпполіто (1599—1647), кавалер Мальтійського ордену
- Ніколло (1601—1640), військовик у армії Священної Римської імперії
- Борсо (1605—1657), військовик
- Форесто (1606—1639), військовик